# مارتین تئودور هوتسما

نگارهٔ مارتین تئودور هوتسما، خاورشناس هلندی

مارتین تئودور هوتسما (به هلندی: Martijn Theodoor Houtsma) (زادهٔ ۱۵ ژانویه ۱۸۵۱ در ایرنسوم، فریسلاند، هلند - مرگ ۹ فوریه ۱۹۴۳در در اوترخت) خاورشناس هلندی و عضو آکادمی سلطنتی علوم و هنر هلند بود او بیش از هر چیز به سبب بر عهده داشتن مسئولیت ویراستاری نخستین دانشنامهٔ پژوهشی استاندارد در زمینهٔ تاریخ اسلام، با عنوان دانشنامه اسلام شناخته شده‌است.

## زمینه‌های تخصصی
وی زبان‌های عربی، فارسی و ترکی را می‌دانست و در زمینهٔ تاریخ دورهٔ سلجوقیان تخصص داشت.

## دانشنامه اسلام
هوتسما که استاد دانشگاه اوترخت هلند بود، در سال ۱۹۰۶ م به عنوان نخستین ویراستار دانشنامه اسلام کار بر روی آن را آغاز کرد. نخستین نسخهٔ این دانشنامه در خلال سال‌های ۱۹۱۳-۱۹۳۸ به چاپ رسید، اما پس از آن نسخه‌های کامل تری از آن زیر نظر افراد دیگری به چاپ رسید که تاکنون ادامه دارد.

## آثار

### تاریخ اسلام
- هوتسما، م. ت. ، ملاحظاتی در تاریخ سلجوقیان، در آکتا اورینتالا (اسناد شرق)، ش۳، ۱۹۲۴.[۱]
- هوتسما، م. ت. و دیگران، دانشنامهٔ زندگینامه‌ای اسلام(۴ مجلد)، دهلی نو: انتشارات کوسمو، ۲۰۰۶.
- هوتسما، م. ت. ، فهرست کتابهای شرقی محفوظ در آکادمی لیدن جزءششم.
- هوتسما، م. ت. ، فهرست کتابهای عربی و ترکی موجود نزد بریل صاحب کتابخانهٔ لیدن در دو جزو.[۲]

### انتشار کتاب‌های عربی
- تاریخ یعقوبی
- دیوان اخطل و الاضداد ابن انباری
- زبدةالنصرة و نخبةالعصرهٔ بنداری[۲]